# برایت (ایندیانا)
برایت (به انگلیسی: Bright) یک منطقهٔ مسکونی در ایالات متحده آمریکا است که در شهرستان دیربورن، ایندیانا واقع شده‌است. برایت ۳۲٫۵۵ کیلومتر مربع مساحت و ۵٬۶۹۳ نفر جمعیت دارد و ۲۸۱ متر بالاتر از سطح دریا واقع شده‌است.